# Méthode de titrage de Fischer
La méthode de titrage de Fischer est une méthode normalisée utilisée en laboratoire pour déterminer le rendement en produits pétroliers que l'on peut attendre de l'extraction à partir des schistes bitumineux.
Un échantillon de schiste bitumineux de 100 grammes broyé à < 2,38 mm est chauffé dans une petite cornue en aluminium à 500 °C à une vitesse de 12 °C/min et maintenu à cette température pendant 40 minutes. Les vapeurs distillées de pétrole, de gaz et d'eau sont passées à travers un condenseur et refroidies avec de l'eau glacée dans un tube à centrifuger gradué. Les rendements en pétrole obtenus par d'autres technologies sont souvent rapportés en pourcentage du rendement en huile du test Fischer.
La méthode de titrage de Fischer a été mise au point à l'origine lors des premières recherches sur le charbon, menées à basse température à l'aide de cornues par Franz Fischer et Hans Schrader. Le procédé a été ensuite adapté pour permettre d'évaluer les gisements de schistes bitumineux en 1949 par K. E. Stanfield et I. C. Frost.